# Casa Abaroa
La casa Abaroa es un edificio neoclásico ubicado en la ciudad de Antofagasta, Chile. Fue construida por Jaime Pedreny.
Fue declarado Monumento Histórico Nacional el 6 de febrero de 2008, según el decreto n° 465 del Consejo de Monumentos Nacionales de Chile. Es administrada por la Corporación Cultural Casa Abaroa, entidad que utilizó las dependencias como museo histórico del salitre hasta su cierre.

## Historia
La casa fue construida en 1920 por mandato del empresario boliviano Andrónico Abaroa Rivero (San Pedro de Atacama, 1863) quien era hijo de Eduardo Abaroa Hidalgo héroe del combate de Topáter.
Posteriormente la casa fue donada por sus descendientes (la familia Luksic) al Estado chileno, quien decidió entregarla en comodato a la Fuerza Aérea de Chile (FACh). Posteriormente, pasó a manos del Servicio Médico Nacional de Empleados y luego al Fondo Nacional de Salud (FONASA).
Producto del abandono su estructura se deterioró, sirviendo de refugio para vagabundos y animales, y siendo víctima de la especulación inmobiliaria.
En 1998 la Universidad Católica del Norte presentó una solicitud para declarar la casa como monumento histórico, la cual no prosperó. En 2000 una agrupación liderada por el Gobierno Regional de Antofagasta decidió nuevamente solicitar su designación, la cual finalmente se declaró mediante decreto el 6 de febrero de 2008. La asignación tardó ocho años, pues uno de los requerimientos era que el Ministerio de Bienes Nacionales de Chile entregase a cambio otro terreno a FONASA, a cambio del inmueble de la familia Abaroa.
El 17 de julio de 2002, el Consejo Regional de Antofagasta declaró la casa como patrimonio urbano, bajo la categoría de Inmueble de Conservación Histórica (ICH), según la Ley General de Urbanismo y Construcciones del Ministerio de Vivienda y Urbanismo.

## Arquitectura
La casa posee un estilo arquitectónico neoclásico francés. Inserta en el límite poniente del parque Brasil, esta vivienda tipo villa consta de dos pisos y un subterráneo. Poseía dos accesos, uno principal en el ala oriente de la vivienda, y uno de servicio que conectaba con la costanera antofagastina. Tiene un gran tejado de faldones con doble buhardilla, ventanas de arco tendido y balaustradas ornamentadas en las escaleras del acceso principal. Las escaleras se disponen en forma paralela a la puerta principal.